# Cara Bassa und Cardixeddu
Cara Bassa und Cardixeddu im „Valle dei Menhir“ (deutsch „Tal der Menhire“) bei Villa Sant’Antonio in der Provinz Oristano sind Fundplätze unbearbeiteter voranthropomorpher Menhire auf Sardinien. Den etwa 1,8 m hohen Trachyt-Menhiren von Villa Sant’Antonio, die eine ebene und eine konvexe Seite haben und als sehr alt gelten, fehlen anatomische Details ebenso wie den ähnlichen Menhirreihen von Pranu Muteddu und Sa Perda'e iddocca-Cerdeña. 
Im Zentrum Sardiniens, vor allem im Sarcidano, in der Barigadu und in der Mandrolisai, werden anthropomorphe Statuenmenhire angetroffen, deren Kennzeichen ein Gesichtsschema und einfache, rätselhafte Symbole auf Höhe der Brust sind. 
Eine weiter verbreitete, bearbeitete Form prähistorischer Menhire auf Sardinien wird als Baityloi (italienisch Betili) bezeichnet.